# Jankowce (rejon krzemieniecki)
Jankowce (ukr. Іванківці) – wieś na Ukrainie, w obwodzie tarnopolskim, w rejonie krzemienieckim.
Przynależność administracyjna przed 1939 r.: gmina Katerburg, powiat krzemieniecki, województwo wołyńskie.